# Episodi di El internado (seconda stagione)
La seconda stagione di El internado è composta da 8 episodi ed è stata trasmessa in Spagna dal 7 novembre 2007 al 2 gennaio 2008, con ascolti medi per 3.612.000 spettatori e il 20,2% di share.
In Italia, la seconda stagione è stata trasmessa dal 20 novembre al 18 dicembre 2010 con due episodi settimanali sul canale Joi di Mediaset Premium, mentre in chiaro dal 23 luglio all'11 ottobre 2012 su La5.

Questa è l'ultima stagione doppiata e trasmessa in Italia. Infatti inaspettatamente Mediaset, senza motivi apparenti, non ha acquistato le restanti stagioni.
| n° | Titolo originale           | Titolo italiano           | Prima TV Spagna  | Prima TV Italia  |
| -- | -------------------------- | ------------------------- | ---------------- | ---------------- |
| 1  | ¿Con qué sueñan los peces? | Che cosa sognano i pesci? | 7 novembre 2007  | 20 novembre 2010 |
| 2  | Persiguiendo luciérnagas   | Inseguendo le lucciole    | 14 novembre 2007 | 27 novembre 2010 |
| 3  | El anillo                  | L'anello                  | 21 novembre 2007 | 28 novembre 2010 |
| 4  | La caja de música          | Il carillon               | 28 novembre 2007 | 4 dicembre 2010  |
| 5  | En orden alfabético        | In ordine alfabetico      | 5 dicembre 2007  | 5 dicembre 2010  |
| 6  | Ver para creer             | Vedere per credere        | 12 dicembre 2007 | 11 dicembre 2010 |
| 7  | Mi amigo el monstruo       | Il mio amico mostro       | 19 dicembre 2007 | 12 dicembre 2010 |
| 8  | El polo norte              | Il polo nord              | 2 gennaio 2008   | 18 dicembre 2010 |

## Che cosa sognano i pesci?
- Titolo originale: ¿Con qué sueñan los peces?

### Trama
Nella Laguna Negra si scopre il corpo di uno dei ragazzi del collegio, Cayetano, che è stato ucciso a causa di un'overdose. I professori del collegio intanto, per paura che altri studenti siano drogati, perquisiscono tutte le camere dei ragazzi e trovano delle pillole nelle camere di Marcos, Ivàn, Roque, Carolina e Vicky, per questo devono essere espulsi ma Hector si rifiuta e si licenzia, lasciando il posto a Elsa. All'appello, però manca ancora uno studente, Ivan

## Inseguendo le lucciole
- Titolo originale: Persiguiendo luciérnagas

### Trama
Iván torna al collegio e insieme agli altri ragazzi rintracciano il cellulare di Cayetano che ha fatto un video prima di morire, e poiché stanno per essere espulsi tentano il tutto per tutto andando a cercare il luogo del delitto e lì su un albero trovano un'incisione con scritto (Irene Espí 1973). Intanto al collegio arriva un nuovo professore, Mateo, che ben presto mette gli occhi su Amelia e gli viene data la vecchia stanza di Alfonso, altro ostacolo per i ragazzi, i qual trovano solidarietà dai loro compagni di scuola che organizzeranno una protesta per non farli espellere

## L'anello
- Titolo originale: El anillo

### Trama
Al collegio Laguna Negra arriva una nuova studentessa, Julia, che cerca subito di scappare dal collegio per incontrare il patrigno, in realtà suo amante. Ci riuscirà ricattando Elsa. Nel frattempo si scopre che Paula ha un quoziente intellettivo molto alto e per questo gli viene cambiata classe ma poi sceglie di tornare dai suoi vecchi compagni. Intanto Marcos e Carolina continuando a investigare su Irene Espí trovano nella stanza di Alfonso una cassaforte, che si apre con l'anello che Marcos porta al dito. All'interno troveranno delle foto di alcuni orfani e tra queste una foto di una bambina identica a  Paula.

## Il carillon
- Titolo originale: El carillon

### Trama
Al collegio Laguna Negra gli studenti si preparano ad un ponte scolastico, ma durante una lezione di matematica, poiché Ivan si comporta male, viene programmato un esame e si pensa che sia stato proprio lui a rubarlo, causa della rottura tra Ivan e Carolina, ma poi si scopre che è stata Victoria. Intanto Elsa scopre che aspetta due gemelli e Jacinta per congratularsi le regala il suo vecchio carillon donatole da un ragazzo deforme quando lei era piccola e viveva al collegio che era un orfanotrofio. Inoltre Elsa scopre che lei aveva un gemello nato morto, ma la tomba del fratellino è vuota e le sorgono dei dubbi su chi sia veramente il bambino deforme.